# Апостольский викариат Родригеса
Апостольский викариат Родригеса (лат. Apostolicus Vicariatus Rodrigensis) — территориально-административная единица Римско-Католической Церкви, расположенная на острове Родригес, Маврикий. Кафедральным собором апостольского викариата Родригеса является церковь Святого Габриэля.

## История
31 октября 2002 года Римский папа Иоанн Павел II издал буллу "Ad aptius consulendum", которой образовал апостольский викариат Родригеса, выделив его из епархии Порт-Луи. Причиной создания нового Апостослького викариат стала отдаленность острова Родригеса от основной части Маврикия и существование на острове отдельного автономного правительства.
В настоящее время апостольский викариат Родригеса входит в Конференцию католических епископов Тихого океана.

## Ординарии
- епископ Alain Harel (31.10.2002 — по настоящее время).

## Источник
- Annuario Pontificio, Libreria Editrice Vaticana, Città del Vaticano, 2003, ISBN 88-209-7422-3
- Булла Ad aptius consulendum  (лат.)